# Paul Heuäcker

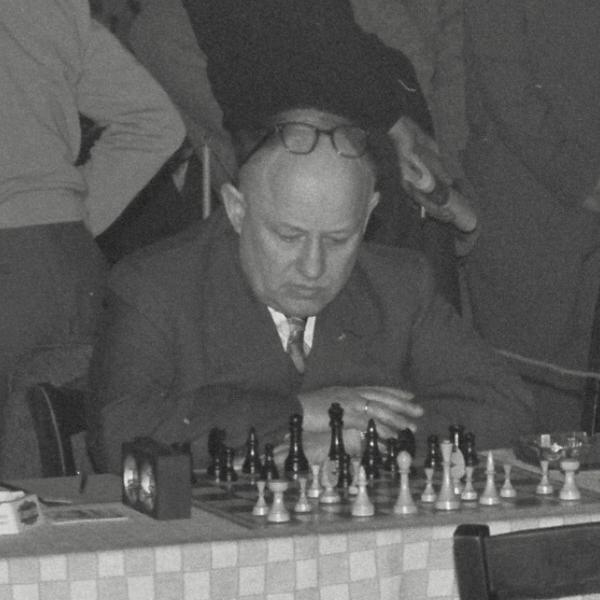
Paul Heuäcker 1960 Hessenmeisterschaft

Paul Heuäcker (* 16. Dezember 1899 in Hamburg; † 10. Juli 1969 in Bad Homburg vor der Höhe) war einer der bedeutendsten deutschen Schachkomponisten. Er verfasste vorwiegend Endspielstudien.

## Leben
Geboren in Hamburg wuchs Heuäcker in Breslau auf und schloss eine kaufmännische Lehre ab. Danach kam er nach Berlin und veröffentlichte seine erste Studie. Ende 1923 siedelte er nach Wien über und machte bald Bekanntschaft mit Josef Halumbirek, Josef Krejcik, Hans Müller, Georg Becker und Alois Wotawa.
Nach seiner Simultantournee durch Deutschland arbeitete er ab 1940 als Finanzbeamter in Breslau. Im Zweiten Weltkrieg wurde er als Soldat in Italien eingesetzt. Nach dem Krieg zog er nach Gößmannsberg in die Nähe von Forchheim in der fränkischen Schweiz. 1949 zog er nach Bad Homburg, wo er bis an sein Lebensende wohnte.

### Der Studienkomponist
Zur Schachkomposition wurde Heuäcker angeregt, als er 1922 das Buch "150 Endspielstudien" von Henri Rinck studierte. In der Folge publizierte er über einhundert Studien.
1989 erinnerte Gerald Braunberger mit einem Buch über das Lebenswerk Paul Heuäckers an den Studienkomponisten.
|   | a | b | c | d | e | f | g | h |   |
| 8 |   |   |   |   |   |   |   |   | 8 |
| 7 |   |   |   |   |   |   |   |   | 7 |
| 6 |   |   |   |   |   |   |   |   | 6 |
| 5 |   |   |   |   |   |   |   |   | 5 |
| 4 |   |   |   |   |   |   |   |   | 4 |
| 3 |   |   |   |   |   |   |   |   | 3 |
| 2 |   |   |   |   |   |   |   |   | 2 |
| 1 |   |   |   |   |   |   |   |   | 1 |
|   | a | b | c | d | e | f | g | h |   |

Dies ist eine der bekanntesten Endspielstudien Heuäckers. Mit ihr bringt er eine Idee des Franzosen Anatole Mouterde (1874–1942) aus dem Jahre 1914 in Miniaturform.
Weiß strebt die Umwandlung seines Bauern h6 an. Sofortiges 1. h6–h7? scheitert an e5–e4! Der schwarze Läufer beobachtet das Umwandlungsfeld h8 und ist deshalb zuvor auszuschalten. Das kann bei genauem Spiel durch Blockade des Bauern e5 erreicht werden. Stünde der weiße König ein Feld näher am schwarzen Läufer, etwa auf c2, ginge bereits 1. Kc2–d3. 1. Kc1–c2 ist aber zu langsam, weil Schwarz zu 1. … e5–e4 käme. Daher muss der schwarze Läufer beschäftigt werden, um den Zug mit Tempo zu ermöglichen.

Lösung:

1. Lb8–a7! Ablenkung Ld4–a1

Der Läufer muss das Umwandlungsfeld h8 im Auge behalten: 1. … Lxa7? 2. h7. Auf a1 gelangt er aber in gefährliche Nähe des weißen Königs.

2. Kc1–b1 La1–c3 3. Kb1–c2 Lc3–a1

Der König ist mit Tempo nach c2 gekommen, aber der Läufer konnte aus dem Schlagbereich flüchten (4. Kc2–d3? e5–e4+!).

4. La7–d4!! Hinlenkung La1xd4

Unter Läuferopfer ist die Ausgangsstellung mit wKc2 erreicht. Nach 4. … exd4 5. Kd3 ist der Bauer blockiert.

5. Kc2–d3 Ld4–a1 (5. … e4+ 6. Kxd4 Kg5 6. h7 Kf4 7. h8D und gewinnt) 6. Kd3–e4
Mit der Blockade des Bauern auf e5 ist der Läufer ausgeschaltet und gegen die Umwandlung nach h6–h7–h8D gibt es keine Verteidigung, Weiß gewinnt.
Durch die Lenkungen des Läufers hat sich an der schwarzen Position nichts geändert, sie verfügt nach dem vierten Zug noch über dieselben Werte wie zu Beginn. Aber Weiß hat eine entscheidende Stellungsverbesserung erzielt (Führung des Königs nach c2). Schwarz konnte nichts dagegen unternehmen, weil er ständig mit Drohungen beschäftigt wurde. Das Manöver kann mithin auch als Beschäftigungslenkung interpretiert werden.

### Turnierschach
Weniger bekannt, aber dennoch erfolgreich spielte Heuäcker auch Turnierschach. Er bevorzugte Kombinationen, positionelle Schwächen waren ihm ziemlich gleichgültig. Dabei setzte er den künstlerischen Wert einer Partie weit über praktische Notwendigkeiten. Das erwähnte Endspielstudien-Buch gewann er als Preis für den 1. Platz in einem Klubturnier der Friedenauer Schachgesellschaft. 1927 erreichte er in einem Wettkampf mit Grünfeld remis. Ab 1933 verdiente er zeitweise seinen Lebensunterhalt durch Simultanveranstaltungen in Deutschland. 1934 gewann er in Hamburg einen Wettkampf gegen Sonja Graf deutlich mit 6:0. 1940 bis 1942 wurde er dreimal Stadtmeister von Breslau. 1947 bis 1949 gewann er dreimal die Meisterschaft von Oberfranken. Für seine Jugendarbeit in der Schachabteilung des VfB Forchheim erhielt er die Goldene Ehrennadel. 1949 belegte er im Meisterturnier des Bayerischen Schachkongresses den 14. Platz unter 56 Teilnehmern und erhielt dafür den Titel "Bayerischer Meister 1949". 1951 und 1952 gewann er noch die Stadtmeisterschaft von Frankfurt am Main.

### Der Journalist
Ab 1949 veröffentlichte Paul Heuäcker in den Deutschen Schachblättern und in der Deutschen Schachzeitung.